# Auguste Vaillant
Auguste Vaillant (n. 27 decembrie 1861, Charleville-Mézières, Champagne-Ardenne, Franța – d. 5 februarie 1894, Paris, Île-de-France, Franța) a fost un anarhist francez cunoscut pentru bombardarea Camerei Deputaților pe 9 decembrie 1893 și condamnat la ghilotină. Camera a adoptat o serie de legi anti-anarhiste sub numele de „lois scelerates”.

## Bombardarea 9 septembrie 1893
După o perioadă de exil în Argentina de trei ani, se reîntâlnește cu mediul colegilor anarhiști împotriva propagandei. Acțiunile lor erau menite să atace burghezia și statul național, pe care le considerau responsabile de sărăcie și de criză economică, precum și principalii vinovați pentru inegalitatea și exploatarea claselor subordonate.
Acest context l-a motivat pe Auguste Vaillant să atace Camera Deputaților de la Palais Bourbon pe 9 decembrie 1893 pentru a răzbuna moartea lui Ravachol și a denunța represiunea guvernului lui Jean Casimir Perrier. Bomba a fost încărcată cu cuie, bucăți de zinc și plumb care a căzut asupra deputaților și a spectatorilor care asistau la deliberări.
După proces, Auguste Vaillant este condamnat la moarte prin ghilotinare pe 5 februarie 1894 la vârsta de 32 de ani. Consecința directă a actelor anarhiste a fost adoptarea așa-numitelor "lois scélérates" în 1893 și 1894. Prima lege se referă la securitatea generală și votată la 11 decembrie 1893. Acesta prevedea crearea de noi infracțiuni, inclusiv apologia faptelor sau apologia infracțiunii. A doua, pe 15 decembrie 1893, se referă la asociațiile criminale. Scopul său este de a autoriza orice urmărire penală a grupurilor acuzate de pregătirea de atacuri.
A treia, votata pe 28 iulie 1894, îi viza pe cei care "făceau propagandă anarhică prin orice mijloace" și afecta, de asemenea, libertatea presei. Aceasta interzice orice propagandă a anarhiștilor și duce la interzicerea ziarelor acestora.